# Ce qu'aimer veut dire
Ce qu'aimer veut dire (en español Lo que significa amar), es una narración escrita por Mathieu Lindon, y publicada en 2011 por ediciones POL, la cual obtuvo el premio Médicis, que le fue otorgado el 4 de noviembre de 2011. El libro también estuvo postulado para las diez obras literarias del año, seleccionadas para el Premio France Culture-Télérama 2011.

## Sinopsis
Esta historia habla principalmente de la amistad del autor con Michel Foucault , así como de su relación con su padre, Jérôme Lindon. En ella también se aborda su relación con el escritor, fotógrafo y realizador audiovisual Hervé Guibert (1955-1991) y Daniel Defert (1931), activista contra el VIH/Sida y pareja de Michel Foucault. 

## Análisis
Más de veinte años después de la muerte de Michel Foucault, y diez años después de la muerte de su padre, el autor relata su privilegiada relación con el filósofo, a quien le rinde un homenaje personal e íntimo.  
En el espejo, analiza también la difícil relación con su padre, Jérôme Lindon (1925 -2001), un prestigioso editor, y a su vez director de la editorial Les Éditions de Minuit, en la cual publicaron sus libros, entre otros, dos premios Nobel de literatura: Samuel Beckett y Claude Simon.  
El autor recuerda intensamente los años que pasó en el apartamento de Michel Foucault, en la calle Vaugirard, de París, un espacio donde el sociólogo ausente permite que los jóvenes se construyan a sí mismo como personas.
Mathieu Lindon cuestiona el amor filial, la herencia: «¿cómo convertirse en un hombre entre la tradición familiar y las amistades gays?» Y, más allá del duelo, una vez se borran las fechas y los nombres, el autor termina aceptando la herencia. 
A diferencia de lo que ocurre en la novela Al amigo que no me salvó ña vida, en la cual el fotógrafo y novelista Hervé Guibert describe a Michel Foucault con precisión, tanto desde el punto de vista de la persona, generosa y atenta, como de su vida más íntima: un apasionado por el LSD, practicante del sadomasoquismo y buscador de encuentros sin futuro.  
De estas dos «caras» del pensador (Michel Foucault), Mathieu Lindon no retiene sino la primera en su texto, pero especifica que jamás lo consideró como un segundo padre:    
«Michel, no me gustaba como padre, sino como figura tutelar, generoso con sus conocimientos y sus experiencias».